# H2L2
H2L2 (officiellement Harbeson, Hough, Livingston & Larson) est un cabinet d'architecture de Philadelphie fondé en 1907 par Paul Philippe Cret sous le nom de The Offices of Paul Philippe Cret.
Cabinet réputé, une grande partie du travail de l'entreprise est visible à Philadelphie et aux États-Unis.
Les architectes du cabinet ont travaillé sur le Children's Hospital of Philadelphia (en), le PECO Building (en), le Rayburn House Office Building, le pont Walt Whitman, l'édifice Eccles, la bibliothèque Folger Shakespeare, le pont Benjamin-Franklin, le Rodin Museum, la Fondation Barnes, le Detroit Institute of Arts ou encore le cimetière américain de Colleville-sur-Mer (travaux de Paul Philippe Cret inclus).